# Прилісне (Краматорський район)

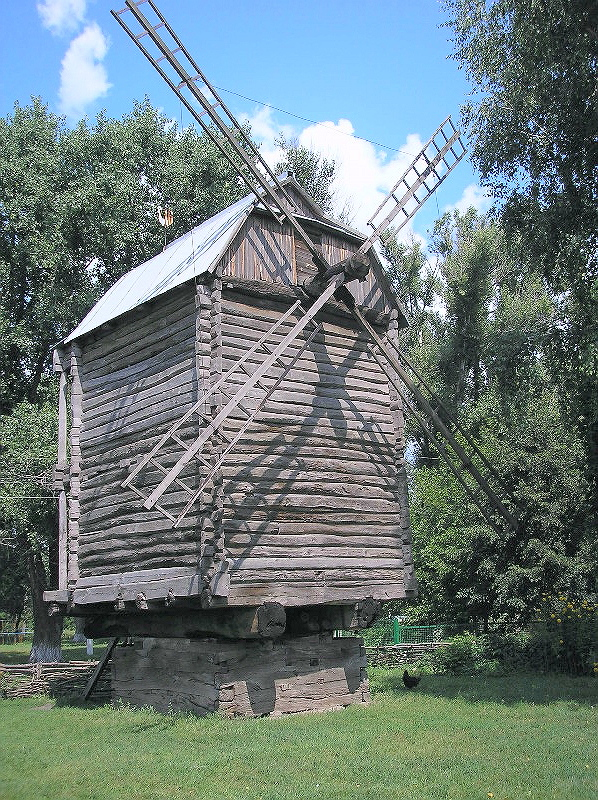
Вітряк у музеї народної архітектури села Прелесне

Прилісне (до 2025 року — Прелесне) — село в Україні, у Черкаській селищній територіальній громаді Краматорського району Донецької області.
Населення — 694 особи (2001).

## Географія
Село розташоване на правому березі річки Сухого Торця. Вище за течією (6 км) село Майдан. Через село проходить автодорога Краматорськ — Барвінкове — Лозова. Відстань до районного центру міста Краматорськ автошляхами 36 км.

## Населення

### Мова
Розподіл населення за рідною мовою за даними перепису 2001 року:
| Мова       | Кількість | Відсоток |
| ---------- | --------- | -------- |
| українська | 644       | 92.8 %   |
| російська  | 50        | 7.2 %    |
| Усього     | 694       | 100 %    |

## Історія
Зимівник відносився до Барвінківської паланки Запорозької Січі.
Село Прелесне історично належить до Слобідської України. Відоме з XVIII століття, коли виходець з Молдови дворянин Бантиш, що брав участь у походах Петра I, оселився в цих місцях. Бантиші та Бантиші-Каменські — нетитулований російський дворянський рід, має молдавське коріння. Прізвище походить від молдавського слова «бан», аналогічному українському «пан». Одним з його представників є відомий історик, автор книги «Історія Малої Русі» (1822) Дмитро Бантиш-Каменський. Книга була дуже популярна в ті часи, і вплинула на зростання національної свідомості українців. Перша назва села — Веселе. За місцевими переказами ця назва виникла через строкатий національний склад перших мешканців, зібраних в село з різних місцевостей Василем Васильовичем Бантишем. Розповідають, що коли пан привіз собі наречену, теж здалеку, то вона, побачивши навколишній пейзаж, викрикнула: Прелестно! Звідси й нинішнє ім'я села.
Бантиш Василь Васильович (1740—1812) перший провідник дворянства Торського повіту Харківської губернії, чимало зробив для розвитку села і навколишньої території, домігся, щоб залізниця пройшла через Тор (зараз місто Слов'янськ). Мешкали у селі Декілька поколінь Бантишів, нащадків Василя Васильовича. Його онук Олександр Федорович Бантиш в 1837 році побудував двоповерховий будинок, що зберігається і донині. Садиба розміщена в парку, що є пам'ятником садово-паркової архітектури XIX століття. У будинку-флігелі, розташованому поруч, деякий час жив російський письменник українського походження Григорій Данилевський, автор історичних романів «Княжна Тараканова», «Мирович», «Спалена Москва». Він написав тут автобіографічну повість «Дев'ятий вал», у якій є розповідь про село.

### Історичний опис
Владение статского советника Василия Васильевича Бантыша. Лежит на правой стороне р. Сухого Торца при овраге Клиновом. В нем деревянная церковь во имя святителя Василия Великаго, господской жилой дом. При нем регулярный сад, на означеной речке мучная мельница о двух поставах, действующая во весь год. Сверх оной выстроено еще три ветряных, с коих помольного хлеба собирается в году до 100 четвертей.
Дача же помянутого села простирается с правой стороны р. Сухого Торца.
В нем крестьян его Бантиша великоросов — 4 муж. и 1 жен.
его жены — 3 муж. и 2 жен.
дочери Елизаветы — 4 и 2
новороссийских оного ж — 373 и 380
Земли под поселением — 100 дес.
пашни — 3000 дес.
сенокосу — 880 дес.
лесу дровяного — 20 дес.
неудобий — 400 дес.
Всего — 96 дворов, 384 муж. и 385 жен., 4400 дес.
(Державний архів Харківської області. — Ф. 24. — Оп. 3. — Спр. 17. — Арк. 43-44)

## Пам'ятні місця та музейний комплекс
Розташовані навколо села чотири тисячі гектарів соснового лісу, річка й озера роблять повітря в Прелесному таким, як і у Святогорську, відомій курортній зоні. Населений пункт дійсно примітний не тільки мальовничою природою, але й пам'ятниками архітектури, історії та народної культури, що вдалося зберегти до наших днів.

### Садиба Бантишів
Садиба, що належала свого часу трьом поколінням спадкоємців роду Бантишів, і тепер не втратила своєї історичної й архітектурної цінності. Насамперед це стосується двоповерхового поміщицького будинку в стилі класицизму, зведеного в 1837 році, і будиночка-флігеля, в якому колись мешкав гувернер родини, письменник Григорій Данилевський.
У 1718 році землі, на яких розташований маєток, були подаровані Петром I Василю Артемовичу Бантишу в якості нагороди за участь у Прутському поході. Представники цієї сім'ї були в родинних стосунках з молдовським господарем Кантемиром. Слобідська гілка Бантишів брала активну участь у громадському житті й впливала на роботу дворянських і земських інститутів. 1768 року поручик у відставці Василь Васильович Бантиш заснував у Торському повіті слободу Весела (1780 року перейменовано на Прелесне).
В 1858 році садибу доповнили парком, який займав площу 66 га і де налічувалося понад 120 сортів дерев і кущів. Парковий комплекс був посаджений під керівництвом кріпака Олійника К. Й. На честь нього пан Бантиш спорудив пам'ятник, що стоїть і нині. Олександром Федоровичем, онуком В. В. Бантиша, було посаджено чотири дуби (зараз їм близько 200 років) на честь народження чотирьох синів. Центральну частину парку займало маленьке озеро з кам'яним містком і острівцями. З цією водоймою пов'язана легенда про дочку господаря садиби. Молода панночка була закохана в бідного дворянина, письменника Данилевського. Батько заборонив їм одружуватися, через що дівчина кинулася в паркове озеро і потонула.
На території маєтку стояла дерев'яна церква Василія Великого, яку більшовики спалили, коли прийшли до влади. Вони хотіли знищити й поміщицький будинок, навіть підпалили ліве крило, але в цей час пан Бантиш якраз збирав речі, щоб залишити маєток. Побачивши, що відбувається, він сказав: «Люди добрі, що ж ви робите, адже будинок вам ще знадобиться!» Так і сталося. Пізніше садиба стала санаторієм, а потім перейшла у власність Донецької залізниці, і її було перетворено на піонерський табір «Прелесне». У 1995 році його було закрито через фінансові труднощі.
На початку вересня 2016 року в селі Прелесне було встановлено Пам'ятний Хрест на місці спаленої Василівської православної церкви.

### Музей народної архітектури, побуту і дитячої творчості
Музей народної архітектури, побуту та дитячої творчості складається з сільського подвір'я XIX століття — вітряк, хата, комора, кузня, криниця, вулики. Внутрішнє убранство хати дає уявлення про життя того періоду. Крім скромних меблів є ткацький верстат, прядка, керамічний посуд і одяг.
Художня дитяча студія-школа та музей у селі Прелесне створені більше двадцяти років тому Олександром Івановичем Шевченком — вчителем і художником, що зберігає етнографічні цінності Слобожанщини. Експонати завозили зі всієї округи — із сіл Бригадировка, Сидорово, Маяки, вітряк — з Харківської області. Перш ніж везти, дбайливо розбирали і нумерували деталі, а потім на місці збирали й реставрували. В археологічному відділі — кістки, зуби мамонтів, окам'янілі дерева, черепашки, мінерали.
Основу експозиції дитячої творчості складають роботи вихованців Олександра Шевченко, керівника дитячої художньої студії «Синій птах», які були лауреатами багатьох міжнародних виставок у Празі, Софії, Парижі та Будапешті. Крім того в музеї є зала з малюнками дітей з різних країн світу.
Зараз музей у Прелесному філія Донецького обласного художнього музею і належить до найвизначніших пам'яткок Донецької області.
Працює з 9 до 16 години, вихідні понеділок, вівторок

## Економіка
Молочнотоварна і свинотоварна ферми. Філія «Колос» агрофірми «Шахтар». Значна кількість місцевого населення працює на машинобудівних заводах Краматорська (38 км) та Слов'янська.

## Об'єкти соціальної сфери
- Магазин.
- Дитячий садок.
- Дитячий оздоровчий табір (нині недіючий).
- Середня школа
- Ізостудія
- ФАП
- Кафе

## Транспорт і зв'язок
Найближчий зупинний пункт залізничної дороги — Прелеснянський, де зупиняються електропоїзди напрямки Слов'янськ — Лозова. Найближча вузлова станція — Слов'янськ. Присутнє автобусне сполучення з районним центром містом Краматорськ, містами Барвінкове і Слов'янськ.
У селі є поштове відділення і телеграф.

## Відомі люди
В Прелесному народилися:
- Дем'яненко Володимир Іванович (нар. 1939) — прозаїк-документаліст, поет. Закінчив Слов'янський хіміко-механічний технікум і Донецький державний університет. Член Спілки журналістів України. Відмінник народної освіти.
- Лях Сергій Романович (нар. 1953) — український історик.
- Штученко Віктор Васильович — депутат Верховної Ради УРСР 9-11 скликань.